# SPLM
De Soedanese Volksbevrijdingsbeweging (Engels: Sudanese People's Liberation Movement) is een Zuid-Soedanese rebellenbeweging die in 1983 werd opgericht. Tegelijkertijd werd er ook een gewapende tak opgericht: het Soedanese Volksbevrijdingsleger (SPLA). 
De SPLM streeft (thans) naar grote autonomie voor de negroïde volkeren in Soedan (voorheen werd naar een onafhankelijk Zuid-Soedan gestreefd) en is tegen de dominante positie van de Arabieren, die sinds het begin van de Soedanese onafhankelijkheid (1956) het land domineren. Daarnaast zegt de SPLM te streven naar een seculier Soedan. 
De SPLM wordt gedomineerd door christenen en animisten uit Zuid-Soedan; toch zijn er ook zuidelijke moslims lid van de SPLM.
De SPLM streed respectievelijk tegen de regimes van Jafaar Numeiri, Sadiq al-Mahdi en Omar al-Bashir. 
In 1990 viel de SPLM/SPLA uiteen in drie groeperingen, de SPLM/SPLA Torit-factie, geleid door John Garang, SPLM/SPLA Bahr-al-Ghazal-factie onder Carabino Kuany Bol en de Zuid-Soedanees Onafhankelijkheidsbeweging (SSIM) onder Riek Machar. De SSIM sloot in april 1997 samen met enkele kleinere Zuid-Soedanese bevrijdingsbewegingen een vredesakkoord met de Soedanese regering in Khartoem, waarna het Verenigd Democratisch Reddingsfront werd opgericht. 
Op 9 januari 2005 sloot de SPLM Torit-factie een vredesverdrag met de regering van president Omar al-Bashir. De voorzitter van de SPLM Torit, John Garang, werd daarop tot vicepresident benoemd in de regering van Al-Bashir. Op 30 juli 2005 stortte de helikopter die Garang vervoerde neer. Garang overleefde het ongeluk niet, waarna er ernstige rellen uitbraken in Khartoem en in andere Soedanese steden. Salva Kiir Mayardit (SPLM), de vicepresident van regering van Zuid-Soedan, volgde Garang op als vicepresident van Soedan.